# Карликовая галактика в Тукане
Карликовая галактика в Тукане (англ. Tucana Dwarf Galaxy) — карликовая галактика в созвездии Тукана. Галактику открыл в 1990 году Р.Дж. Лэвери в обсерватории Маунт-Стромло. Состоит из очень старых звёзд, удалена от других галактик. Положение галактики в противоположной стороне от других галактик Местной группы относительно Млечного Пути делает карликовую галактику в Тукане интересным объектом для исследования.

## Свойства
Карликовая галактика в Тукане является карликовой сфероидальной галактикой типа dE5. Содержит только старые звёзды, образовалась в результате единого процесса звездообразования приблизительно в ту же эпоху, когда формировались шаровые скопления Млечного Пути. В отличие от других изолированных карликовых галактик, в этой галактике не происходит звездообразование.
Карликовая галактика в Тукане не содержит большого количества нейтрального водорода. Она обладает металличностью -1.8, что является довольно низким значением. Значимого различия металличности в разных точках галактики обнаружено не было. Никаких подструктур в распределении звёзд по галактике также не обнаружено.

## Расположение
Карликовая галактика в Тукане находится в созвездии Тукана на расстоянии около 870 кпк от Солнца, в противоположной стороне от Млечного Пути относительно других галактик Местной группы; следовательно, данные об этой галактике особенно важны для исследования кинематики и истории формирования Местной Группы, а также роли окружения в определении эволюции карликовых галактик. Данная галактика изолирована от остальных и расположена на границе Местной группы на расстоянии около 1100 кпк от её барицентра; это вторая по удалённости галактика-представитель Местной группы после карликовой неправильной галактики в Стрельце.
Карликовая галактика в Тукане является одной из двух карликовых сфероидальных галактик в Местной группе, не находящихся вблизи Млечного Пути или галактики Андромеды. Следовательно, данный объект, вероятно, большую часть своей эволюции провёл в отдалении от крупных галактик.